# Amalocichla incerta
Il tordino minore della Nuova Guinea (Amalocichla incerta (Salvadori, 1876)) è un uccello della famiglia dei Petroicidi originario della Nuova Guinea.

## Tassonomia
Attualmente vengono riconosciute due sottospecie di tordino minore della Nuova Guinea:
- A. i. incerta (Salvadori, 1876) (Nuova Guinea occidentale);
- A. i. brevicauda (De Vis, 1894) (dalla Nuova Guinea centro-occidentale a quella sud-orientale).

## Distribuzione e habitat
Il tordino minore della Nuova Guinea vive nelle foreste pluviali che ricoprono le catene montuose centrali dell'isola.